# La Berthenoux
La Berthenoux település Franciaországban, Indre megyében. Lakosainak száma 361 fő (2022. január 1.). La Berthenoux Saint-Hilaire-en-Lignières, Bommiers, Pruniers, Saint-Août, Saint-Chartier, Saint-Christophe-en-Boucherie, Thevet-Saint-Julien és Verneuil-sur-Igneraie községekkel határos.

## Népesség
A település népességének változása:
| Lakosok száma | 743  | 539  | 467  | 481  | 430  | 416  | 397  | 368  | 367  | 361  |
|               | 1968 | 1982 | 1990 | 2006 | 2013 | 2015 | 2017 | 2019 | 2020 | 2022 |